# شهرک طالقانی (کرج)
شهرک طالقانی (کرج)، روستایی از توابع بخش مرکزی شهرستان کرج در استان البرز ایران است.

## جمعیت
این روستا در دهستان گرمدره قرار دارد و براساس سرشماری مرکز آمار ایران در سال ۱۳۸۵، جمعیت آن ۲۰۰ نفر (۴۴خانوار) بوده‌است.